# Jan Monrad
Jan Monrad (18. marts 1951 på Amager - 20. november 2015 i Holbæk) var en dansk komiker, sanger og entertainer, der var mest kendt som halvdelen af duoen Monrad & Rislund. Det andet medlem er Søren Rislund.

## Liv og karriere
Monrad var oprindeligt uddannet folkeskolelærer og underviste i musik og samfundsfag. Han debuterede i showbiz tidligt i 1970'erne, hvor han optrådte i København. Han udgav sin første single, "Kød på bordet", i 1974. Året efter dannede han sammen med Søren Rislund gruppen Totalpetroleum. Rislund og Monrad havde mødt hinanden i 1.g på Frederiksberg Gymnasium. De to udviklede deres helt særegne sorte humor, platte vitser og satire og ændrede senere gruppens navn til Monrad & Rislund. Gennem flere år var han tilknyttet Ekstra Bladet som tv-anmelder, satirisk kommentator og rejsereporter, ligesom han også har medvirket i flere tv-programmer, bl.a. Poul Thomsens Hund og Hund imellem.
I 2009 debuterede Monrad som humoristisk tegner inspireret af Storm P med udgivelsen Pølsesnak, hvori levende pølser optræder i et ufiltreret parallelunivers sammen med mennesker. I 2010 debuterede Monrad som solist på Odsherred Teater med den anmelderroste forestilling Må jeg være fri, ligesom han udgav både en rejsebog Dejlige Destinationer og endnu en bog med sjove streger, Pølsesnak 2.
I 1990 medvirkede han i spillefilmen Bananen - skræl den før din nabo.

## Privatliv
Han var gift med Marianne Monrad, som han havde fem børn sammen med. Ved Monrads død boede de i Holbæk i Nordvestsjælland.
Monrad  samlede på emaljeskilte.

## Død
Monrad døde fredag den 20. november 2015 om aftenen, som følge af en pludselig blodprop i lungerne.
Hans familie opfordrede ved hans død til at folk i stedet for at købe blomster donerede penge til Fonden Odsherred Zoo Rescue.
Han ligger begravet på Østre kirkegård i Holbæk.